# Finale Kupa prvaka 1964.
Finale Kupa prvaka 1964. je bilo deveto finale Kupa prvaka, koje je igrano 27. svibnja 1964. na Praterstadionu u Beču. U finalu su igrali talijanski Internazionale i tadašnji peterostruki prvak Europe, Real Madrid. Naslov je osvojio Internazionale, pobijedivši Real Madrid rezultatom 3:1.
Talijanski je klub do 61. minute vodio 2:0 pogodcima Sandra Mazzole i Aurelio Milanija. Real je zatim smanjio rezultat na 2:1, pogotkom Rafaela Hernándeza, zvanog "Felo" u 70. minuti. Mazzola je svojim drugim pogotkom na utakmici, u 76. minuti postavio konačnih 3:1 za Internazionale.

## Susret
| 27. svibnja 1964.          |     |             |                                                                          |
| Internazionale             | 3:1 | Real Madrid | Praterstadion, Beč Broj gledatelja: 72.000 Sudac: Josef Stoll (Austrija) |
| Mazzola 43' 76' Milani 61' |     | 70' Felo    | Praterstadion, Beč Broj gledatelja: 72.000 Sudac: Josef Stoll (Austrija) |

| Internazionale | Real Madrid |

| INTERNAZIONALE: |    |                    |
|                 |    |                    |
| GK              | 1  | Giuliano Sarti     |
| SW              | 6  | Armando Picchi     |
| DF              | 5  | Aristide Guarneri  |
| RB              | 2  | Tarcisio Burgnich  |
| LB              | 3  | Giacinto Facchetti |
| DM              | 4  | Carlo Tagnin       |
| MF              | 10 | Luis Suárez        |
| MF              | 11 | Mario Corso        |
| RW              | 7  | Jair da Costa      |
| FW              | 8  | Sandro Mazzola     |
| FW              | 9  | Aurelio Milani     |
| Trener:         |    |                    |
| Helenio Herrera |    |                    |

| REAL MADRID: |    |                    |
|              |    |                    |
| GK           | 1  | Jose Vicente       |
| DF           | 5  | José Santamaría    |
| DF           | 6  | Ignacio Zoco       |
| RB           | 2  | Isidro Sanchez     |
| LB           | 3  | Pachín             |
| MF           | 4  | Lucien Müller      |
| MF           | 9  | Alfredo Di Stéfano |
| MF           | 8  | Felo               |
| LW           | 11 | Francisco Gento    |
| RW           | 7  | Amancio Amaro      |
| FW           | 10 | Ferenc Puskás      |
| Trener:      |    |                    |
| Miguel Muñoz |    |                    |

## Vanjske poveznice
- Rezultati Kupa prvaka, RSSSF.com
- Sezona 1963./64., UEFA.com
- Povijest Kupa prvaka: 1964.

| Finala Kupa prvaka i UEFA Lige prvaka | Finala Kupa prvaka i UEFA Lige prvaka |
| ------------------------------------- | --- |
|                                       | |
| Kup prvaka                            | 1956. • 1957. • 1958. • 1959. • 1960. • 1961. • 1962. • 1963. • 1964. • 1965. • 1966. • 1967. • 1968. • 1969. • 1970. • 1971. • 1972. • 1973. • 1974. • 1975. • 1976. • 1977. • 1978. • 1979. • 1980. • 1981. • 1982. • 1983. • 1984. • 1985. • 1986. • 1987. • 1988. • 1989. • 1990. • 1991. • 1992. |
|                                       | |
| Liga prvaka                           | 1993. • 1994. • 1995. • 1996. • 1997. • 1998. • 1999. • 2000. • 2001. • 2002. • 2003. • 2004. • 2005. • 2006. • 2007. • 2008. • 2009. • 2010. • 2011. • 2012. • 2013. • 2014. • 2015. • 2016. • 2017. • 2018. • 2019. • 2020. • 2021. • 2022. • 2023. • 2024.                                         |

| Finala Kupa prvaka i UEFA Lige prvaka | Finala Kupa prvaka i UEFA Lige prvaka |
| ------------------------------------- | --- |
|                                       | |
| Kup prvaka                            | 1956. • 1957. • 1958. • 1959. • 1960. • 1961. • 1962. • 1963. • 1964. • 1965. • 1966. • 1967. • 1968. • 1969. • 1970. • 1971. • 1972. • 1973. • 1974. • 1975. • 1976. • 1977. • 1978. • 1979. • 1980. • 1981. • 1982. • 1983. • 1984. • 1985. • 1986. • 1987. • 1988. • 1989. • 1990. • 1991. • 1992. |
|                                       | |
| Liga prvaka                           | 1993. • 1994. • 1995. • 1996. • 1997. • 1998. • 1999. • 2000. • 2001. • 2002. • 2003. • 2004. • 2005. • 2006. • 2007. • 2008. • 2009. • 2010. • 2011. • 2012. • 2013. • 2014. • 2015. • 2016. • 2017. • 2018. • 2019. • 2020. • 2021. • 2022. • 2023. • 2024.                                         |